# Łysołaje-Kolonia
Łysołaje-Kolonia – kolonia w Polsce położona w województwie lubelskim, w powiecie łęczyńskim, w gminie Milejów.
W latach 1975–1998 miejscowość administracyjnie należała do ówczesnego województwa lubelskiego.
Kolonia stanowi sołectwo w gminie Milejów. Według Narodowego Spisu Powszechnego z roku 2011 kolonia liczyła 457 mieszkańców.